# Municipio de Doon
El municipio de Doon (en inglés, Doon Township) es una subdivisión territorial del condado de Lyon, Iowa, Estados Unidos. Según el censo de 2020, tiene una población de 1124 habitantes.

## Geografía
Está ubicado en las coordenadas 43°18′6″N 96°16′25″O / 43.30167, -96.27361. Según la Oficina del Censo de los Estados Unidos, tiene una superficie total de 93.11 km², correspondientes en su totalidad a tierra firme.

## Demografía
Según el censo de 2020, hay 1124 personas residiendo en la zona. La densidad de población es de 12,07 hab./km². El 94,40 % de los habitantes son blancos; el 0,53 % son afroamericanos; el 0,18 % son asiáticos; el 0,18 % son amerindios; el 1,51 % son de otras razas, y el 3,20 % son de una mezcla de razas. Del total de la población, el 4,45 % son hispanos o latinos de cualquier raza.